# Pavonia serrata
Pavonia serrata är en malvaväxtart som beskrevs av Adrien René Franchet. Pavonia serrata ingår i släktet påfågelsmalvor, och familjen malvaväxter. Inga underarter finns listade i Catalogue of Life.